# George Akerlof
George Arthur Akerlof (født 17. juni 1940) er en amerikansk økonom og professor ved University of California, Berkeley. Han modtog Nobelprisen i økonomi i 2001 (sammen med Michael Spence og Joseph E. Stiglitz). Akerlof er tilhænger af en keynesiansk tankegang, hvad angår statslig påvirkning af økonomien, men hans hovedvirke ligger inden for mikroøkonomiske problemstillinger som asymmetrisk information og adfærdsøkonomi.

## Biografi
Akerlof blev født i New Haven i Connecticut som søn af Rosalie (født Hirschfelder) og Gösta Åkerlöf. Moderen var jødisk, og hendes familie var indvandret fra Tyskland, mens faderen var en svensk indvandrer. Akerlof fik sin bachelorgrad fra Yale University i 1962 og en Ph.D.-grad fra Massachusetts Institute of Technology i 1966. Senere har han bl.a. undervist på London School of Economics. Hans kone Janet Yellen er direktør for den amerikanske centralbank Federal Reserve og professor emeritus i økonomi ved University of California, Berkeley. Hun har tidligere været økonomisk rådgiver for præsident Bill Clinton. Sønnen Robert Akerlof er i øjeblikket lektor i økonomi ved University of Warwick.

## Vigtigste bidrag

### Informationsasymmetri
Akerlof er nok bedst kendt for sin artikel: The Market for Lemons: Quality Uncertainty and the Market Mechanism, der blev udgivet i Quarterly Journal of Economics i 1970. I denne artikel beskriver han, hvordan der kan opstå store problemer på markeder plaget af informationsasymmetri. Asymmetrien fører til ugunstig udvælgelse, sådan at der på markeder for brugte biler, som bruges som eksempel, typisk sælges for få biler af god kvalitet i forhold til efterspørgslen. Artiklen er i dag en af de mest citerede videnskabelige økonomiske artikler overhovedet.

### Effektivitetsløn
I bogen Efficiency Wage Models of the Labor Market har Akerlof og hans medforfatter (og ægtefælle) Janet Yellen præsenteret et rationale for effektivitetsløn-teorien, hvor det er rationelt og profitmaksimerende for virksomhederne at betale deres medarbejdere en løn, der ligger over det markedsclearende niveau. Denne teori kan således forklare, hvorfor der ikke er fuldkommen konkurrence på arbejdsmarkedet, og hvorfor der er en positiv strukturel ledighed i typiske vestlige markedsøkonomier.

### Identitetsøkonomi
Akerlof har også beskæftiget sig indgående med betydningen af sociale normer for den økonomiske adfærd. Ved at trække på resultater fra psykologi og andre fagområder uden for økonomien har Akerlof sammen med bl.a. medforfatteren Rachel Kranton påpeget, at individer ikke kun har præferencer over forskellige varer og tjenesteydelser, men også opfører sig i overensstemmelse med sociale normer for, hvordan mennesker bør opføre sig. Disse normer hænger sammen med en persons sociale identitet.

### Plyndring
I 1993 udgav Akerlof og Paul Romer Looting: The Economic Underworld of Bankruptcy for Profit, som beskrev, hvordan det under visse betingelser er fordelagtigt for selskabsejere at 'plyndre' deres eget selskab, dvs. trække de vigtigste værdier ud af det i stedet for at forsøge at lade det trives og vokse. Senere er der blevet peget på denne teori i forbindelse med nogle finansielle institutioners adfærd op til finanskrisen i 2007.